# 夜鹰科
夜鹰科（学名：Caprimulgidae）在动物分类学上是鸟纲夜鹰目中的唯一一个科，是中等体型的夜行鸟类，长翼、短腿、短喙。世界各地均有分布。该目此前还包含油夜鹰科、钩嘴夜鹰科、蛙口夜鹰科、裸鼻夜鹰科等更多科，但相关各科现已被划分为独立的目。

## 名称
夜鷹目的學名 Caprimulgiformes 來自夜鷹屬的屬名 Caprimulgus，在拉丁文中的意思是「飲山羊乳者」（capra-mulgere），這是因為以前在西方的坊間相傳夜鷹會盜取山羊的羊乳，而生物學之父林奈卻以此命名，也就一直沿用至今，當然此說法並沒有科學根據，畢竟也有部分觀點指出夜鷹可能只是為了要吃山羊附近的蟲子罷了。
在中文裡，「夜鹰」这个名字来自于日語的（「夜鷹」現今在日語中是指普通夜鷹）。中国古代称其为「蚊母」，也叫蟁母，早在晋代和唐代就有所记述。这一目的鸟有一个显著的共同特征，即嘴短且嘴裂阔，因其在飞翔时张口食蚊，而古人误认为是吐出蚊子，所以给了它「蚊母」、「吐蚊鸟」等名字。夜鹰目的鸟白天休息于地上，或將身体平贴于树干上，在中国华北地区被称为「贴树皮」。而在台灣，則有「石磯仔」、「石磯鳥」等俗稱。

## 分类
現生的夜鹰科分为三个亚科，约19属。
- †Ventivorus屬[1]
- 耳夜鹰亚科 Eurostopodinae：有时被归类为独立的耳夜鹰科（Eurostopodidae）
  - 耳夜鹰属 Eurostopodus
  - 毛腿夜鹰属 Lyncornis
- 美洲夜鹰亚科 Chordeilinae
  - 斑尾夜鹰属 Nyctiprogne
  - 半领夜鹰属 Lurocalis
  - 美洲夜鹰属 Chordeiles
- 夜鹰亚科 Caprimulginae
  - 環頸夜鷹屬 Gactornis
  - 暗色夜鹰属 Nyctipolus
  - 帕拉夜鹰属 Nyctidromus
  - 弱夜鷹屬 Phalaenoptilus
  - 中美夜鷹屬 Siphonorhis
  - 角夜鷹屬 Nyctiphrynus
  - 夜鹰属 Caprimulgus
  - 水夜鹰属 Hydropsalis
  - 大頭夜鷹屬 Antrostomus 
  - 小夜鹰属 Setopagis 
  - 琴尾夜鷹屬 Uropsalis
  - 長曳夜鷹属 Macropsalis
  - 镰翅夜鹰属 Eleothreptus
  - 帶翅夜鷹屬 Systellura

## 习性
夜鹰目的鸟为夜行性。白天大都蹲伏在草地裡或树枝上，有的也在洞穴中。食物主要是昆虫，在飞行中捕食。夜鹰在地面或岩石上营巢，雏鸟属晚成雏。
有的夜鹰还有冬眠蛰伏的习性。

## 外形特征
夜鹰目的鸟嘴短，嘴裂阔，口须长，眼睛较大。体色多呈斑杂状，可以很好的伪装在地面、岩石和树皮中。雌雄无差别。体长14-55厘米。在生殖季节一些夜鹰尾部出现长羽，翘内侧出现白色斑纹，这些特征于进行空中求偶炫耀时更加明显。